# Norynśk (przystanek kolejowy)
Norynśk (ukr. Норинськ) – przystanek kolejowy w miejscowości Mała Chajcza, w rejonie korosteńskim, w obwodzie żytomierskim, na Ukrainie. Położony jest na linii Białokurowicze – Owrucz.
Nazwa pochodzi od pobliskiej wsi Norynśk.